# Dentimargo eburneolus
Dentimargo eburneolus är en snäckart som först beskrevs av Conrad 1834.  Dentimargo eburneolus ingår i släktet Dentimargo och familjen Marginellidae. Inga underarter finns listade i Catalogue of Life.